# Melanostolus longipilosus
Melanostolus longipilosus är en tvåvingeart som beskrevs av Negrobov 1984. Melanostolus longipilosus ingår i släktet Melanostolus och familjen styltflugor.
Artens utbredningsområde är Mongoliet. Inga underarter finns listade i Catalogue of Life.